# Freguesia de São Francisco Xavier (Macau)
A Freguesia de São Francisco Xavier é uma das sete freguesias de Macau e abrange toda a ilha de Coloane. Ela não tem quaisquer poderes administrativos, sendo reconhecido pelo Governo como uma mera divisão regional e simbólica de Macau. 

## Edifícios ou Locais famosos localizados na Freguesia de São Francisco Xavier
- Templo de Tam Kung (譚公廟)
- Antigo Templo de Tin Hau (天后古廟)
- Templo de Kun Iam (Ká-Hó)
- Templo de Kun Iam
- Estátua de A-Má
- Igreja de Nossa Senhora das Dores
- Capela de São Francisco Xavier
- Avenida de Cinco de Outubro
- Praia de Hac-Sá
- Vila de Coloane
- Lohas Park